# رود یوبتسو
رود یوبتسو (به لاتین: Yūbetsu River) یک رود در ژاپن است که در Hokkaido Prefecture واقع شده‌است.